# Беретта, Альфонсо
Альфонсо Беретта (итал. Alfonso Beretta PIME, 26 декабря 1911 года, Бругерио, Италия — 23 мая 1998 года, Варангал, Индия) — католический прелат, епископ Хайдарабада с 23 декабря 1950 года по 8 января 1953 год, епископ Варангала с 8 января 1953 года по 30 ноября 1985 год. Член миссионерской организации «Папский институт заграничных миссий».

## Биография
Родился 26 декабря 1911 года в многодетной семье в городе Бругерио, Италия. В 1923 году поступил на учёбу в семинарию Святого Петра в городе Севезо. В 1928 году перевёлся в семинарию миссионерской организации «Папский институт заграничных миссий». После получения богословского образования рукоположен 22 сентября 1934 года в священника. В 1935 году был направлен на миссию в Индию, где стал служить в городе Секундерабаде.
23 декабря 1950 года Римский папа Пий XII назначил Альфонсо Беретту епископом Хайдарабада. 8 апреля 1951 года в городе Бругерио состоялось его рукоположение в епископа, которое совершил архиепископ Милана кардинал Альфредо Ильдефонсо Шустер в сослужении с титулярным архиепископом Иераполиса Фригийского Лоренцо Марией Балькони и титулярным епископом Фамагусты Доменико Бернареджи.
8 января 1953 года назначен епископом Варангала.
Участвовал в работе II Ватиканского Собора.
30 ноября 1985 года подал в отставку. Скончался 23 мая 1998 года в Варангале.